# Eilenriedestadion

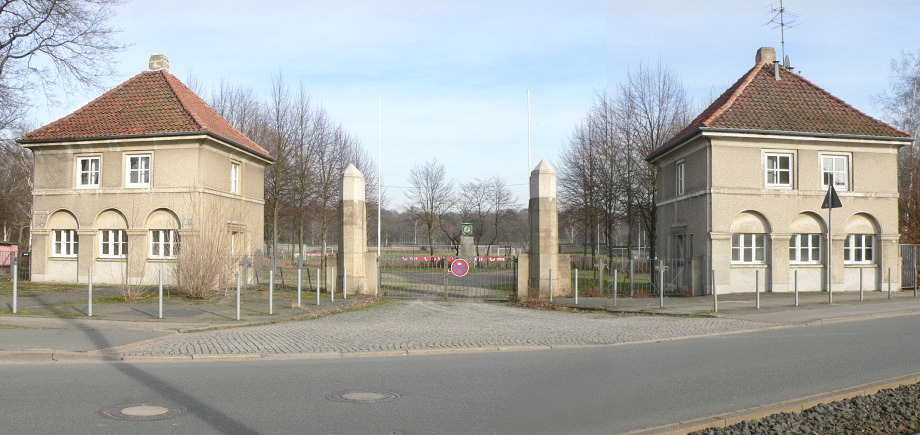
Eingang des Eilenriedestadions vor dem Umbau

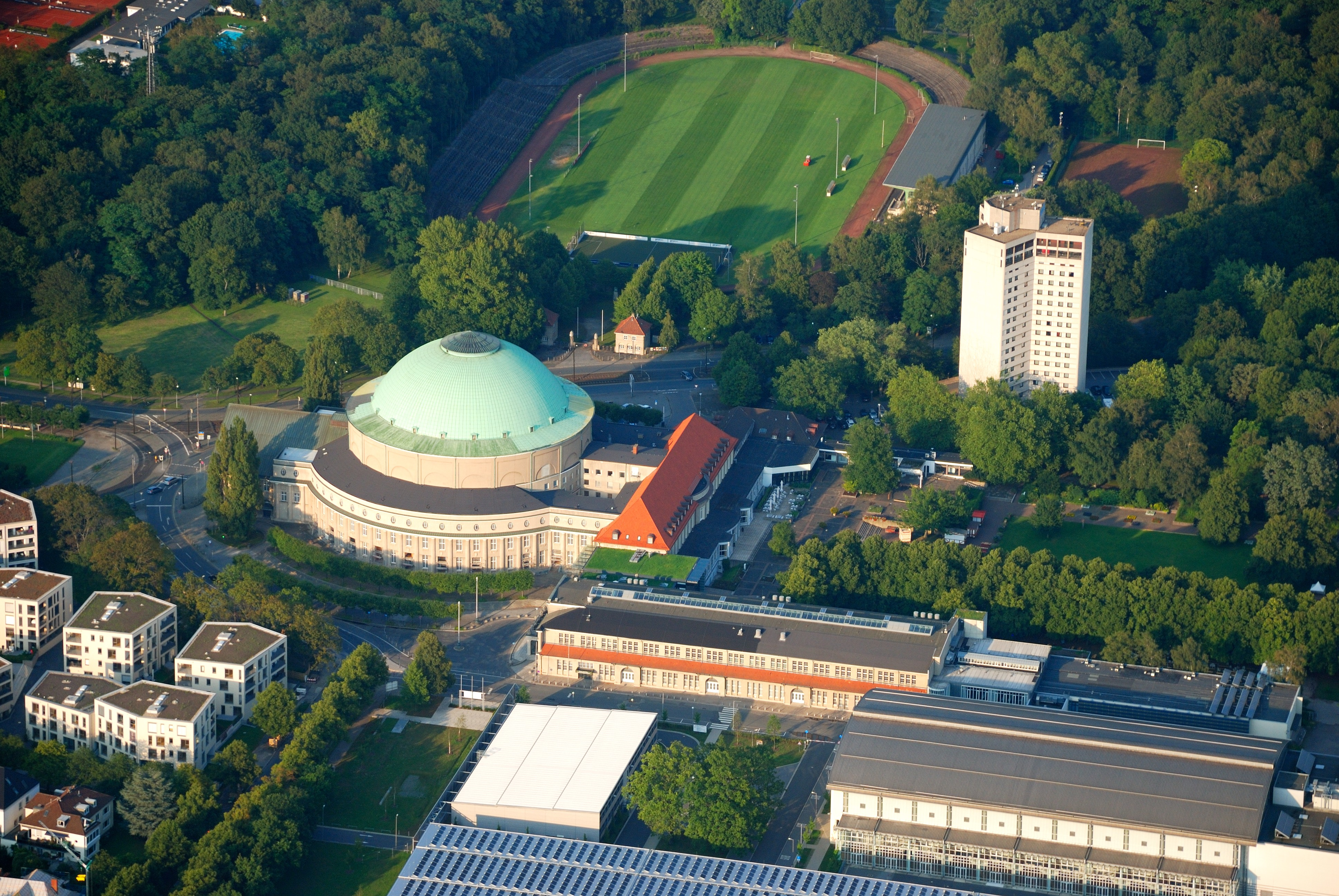
Luftbild vom Eilenriedestadion vor dem Umbau, im Vordergrund das Hannover Congress Centrum

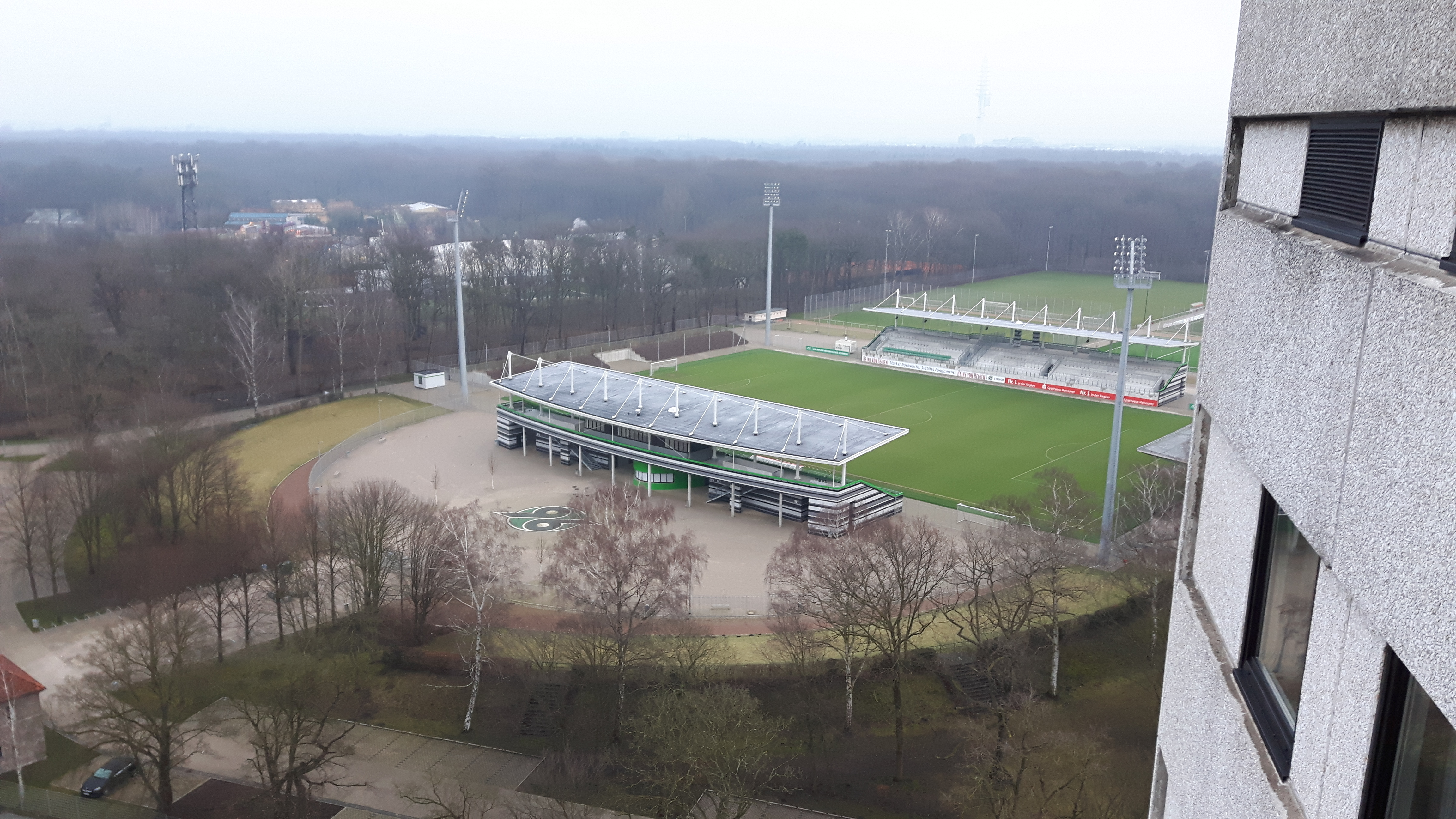
Blick auf das neue Eilenriedestadion, im Vordergrund Reste der alten Tribünen und der Laufbahn

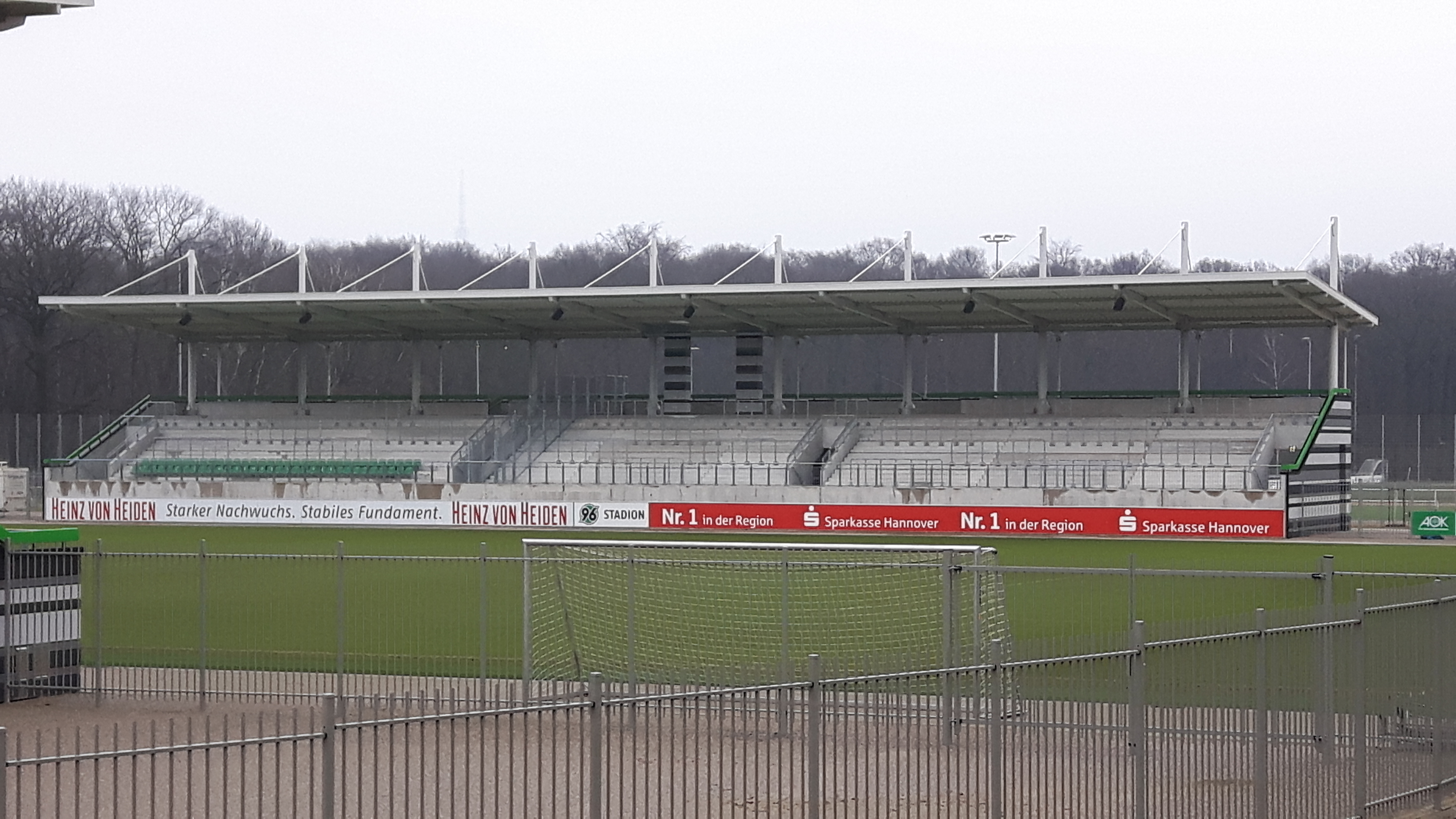
Osttribüne

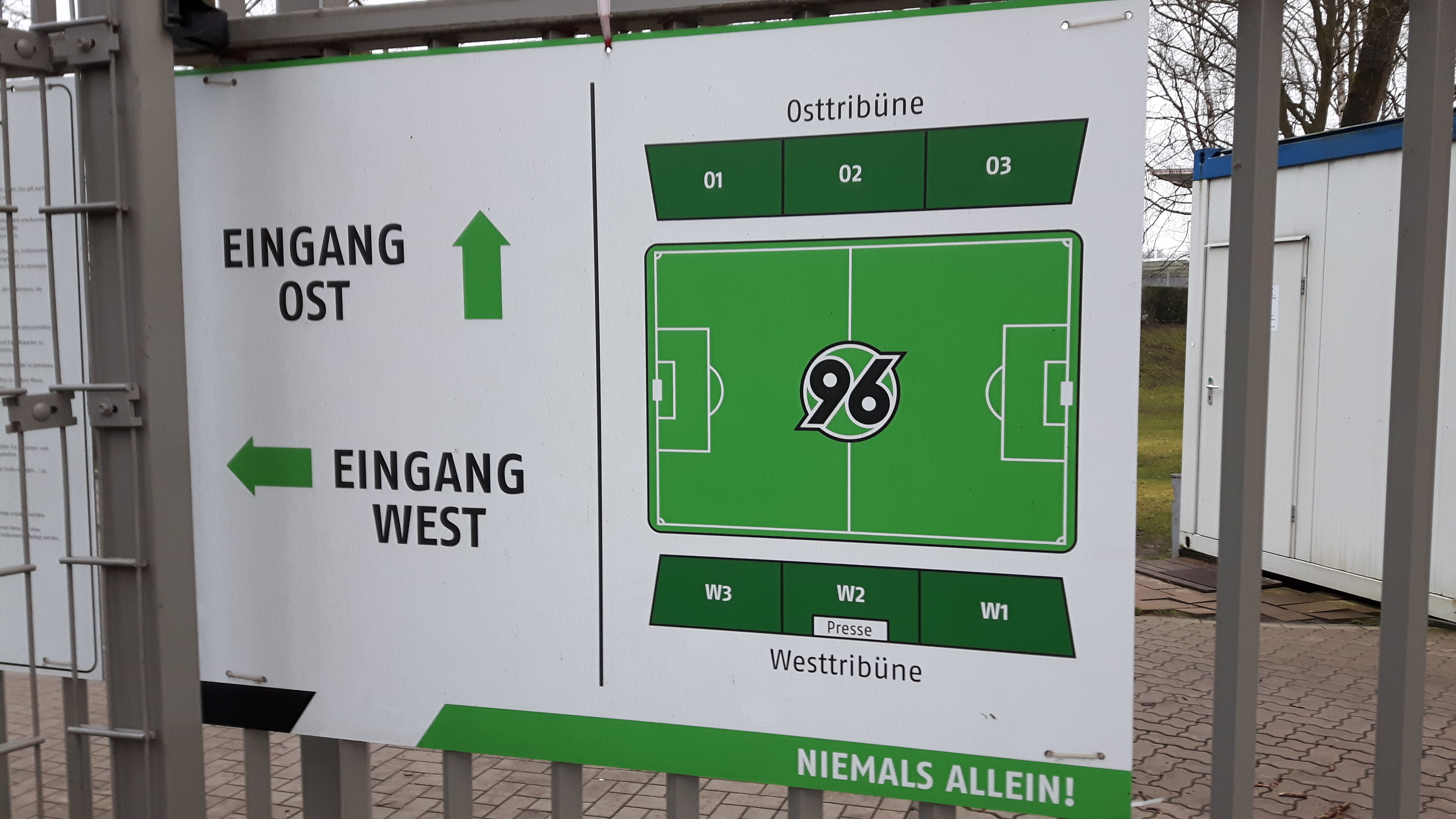
Stadionplan im neuen Eilenriedestadion Hannover

Das Eilenriedestadion ist ein Fußballstadion in der niedersächsischen Landeshauptstadt Hannover am Rande des Stadtwaldes Eilenriede. Es ist Teil des Nachwuchsleistungszentrums des Fußballclubs Hannover 96 und Spielstätte der Jugendmannschaften sowie der zweiten Herrenmannschaft des Clubs.

## Beschreibung

### Stadiongebäude
Das Stadion besteht traditionell aus einer überdachten Tribüne, auf der ca. 500 Zuschauer Platz finden. In dieser Tribüne sind auch die Umkleidekabinen sowie Sanitärräume untergebracht. Diese stand bis 2016 an einer Längsseite des Spielfelds, nach dem Umbau 2016 nun hinter dem Tor des neu angelegten Spielfelds. Auf der früheren Gegentribüne existierten noch einmal ca. 500 Sitzplätze in Form von Bänken. Ansonsten bestand das Stadion aus flachen Rängen, auf denen sich ausschließlich Stehplätze befanden. Die Kapazität von 18.000 Zuschauern war in den letzten Jahren bis 2016 eine theoretische Zahl, da die Stehränge die heutigen Sicherheitsauflagen bei weitem nicht erfüllt hätten. Meistens waren nur die Sitzplätze auf der Haupttribüne sowie die gegenüberliegenden Sitzbänke in Benutzung.
Beim Umbau 2016 wurde das Spielfeld um 90 Grad gedreht, so dass die alte denkmalgeschützte Tribüne jetzt eine Hintertortribüne ist, die zudem aufgrund ihrer Holzbänke in der Regionalliga nicht genutzt werden darf. Die anderen Tribünen wurden überwiegend abgerissen, nur die Stehplatztribünen der Westkurve, nun weit außerhalb des Innenraums befindlich, blieben stehen und wurden zu einem kleinen Wall begrünt. An beiden Längsseiten des neuen Spielfelds wurden überdachte Tribünen errichtet. Auf der Westtribüne befinden sich 1.056 Sitzplätze, Medienplätze und die Stadionregie. Auf der Osttribüne befinden sich 70 Sitzplätze und ca. 1.400 Stehplätze, davon etwa ein Drittel der Stehplätze und alle Sitzplätze in einem abgetrennten Gästebereich. Die Leichtathletikanlage wurde entfernt. Die Anlage hat nun eine Kapazität von 2500 Plätzen, die auf 5000 Plätze erweitert werden kann. Ende Oktober 2016 wurde die umgebaute Spielstätte eingeweiht.
Nach dem Drittligaaufstieg von Hannover 96 II zur Saison 2024/25 wurde das Stadion für die Zulassung als Spielstätte der Dritten Liga durch den DFB erweitert. Durch vier unüberdachte Stahlrohrtribünen neben den West- und Osttribünen, davon eine mit gut 700 Sitzplätzen im Südosten, wurde die Kapazität auf 5001 Zuschauer mehr als verdoppelt. Weitere Maßnahmen ertüchtigten das Stadion unter anderem für Fernsehübertragungen nach Vorgaben des DFB. Zur Saison 2025/26 stieg der TSV Havelse in die 3. Liga auf. Da das Wilhelm-Langrehr-Stadion nicht drittligatauglich ist, trägt der Verein seine Heimspiele fortan im Eilenriedestadion aus; bei Risikospielen soll die Heinz-von-Heiden-Arena genutzt werden.

### Nachwuchsleistungszentrum von Hannover 96
Das Stadiongebäude ist Teil des Nachwuchsleistungszentrums von Hannover 96. Das derzeitige Trainingsgelände umfasst drei Rasenplätze und vier Kunstrasenplätze, die von allen Nachwuchsmannschaften genutzt werden.

### Waldschule
Auf dem Gelände des Eilenriedestadions befindet sich die sogenannte Waldschule, die zur Grundschule Kestnerstraße gehört. Sie besteht aus einem kleinen Gebäude, das einen Klassenraum beherbergt. Damit haben die Schüler der Kestnerschule im Sommer die Gelegenheit zu einem anschaulichen und praxisnahen Unterricht in der Natur.

### Hockey-Club Hannover
Seit 1924 ist das Gelände des Eilenriedestadions auch der Standort des Hockey-Club Hannover. Derzeit unterhält der Verein mit seinen Sparten Hockey, Tennis, Cricket und Beach-Volleyball einen Kunstrasenplatz, zwei weitere Trainingsplätze für Hockey und Cricket, einen Beach-Volleyball-Platz und vier Tennisplätze.

## Geschichte
Der hannoversche Stadtdirektor Heinrich Tramm konnte den Mäzen Gustav Brandt dafür gewinnen, 300.000 Goldmark für den Bau eines Stadions in Hannover zur Verfügung zu stellen. Brandt stellte die Bedingung, dass es im Stadion einen Hinweis auf diese Schenkung anlässlich des „40jährigen“ Militärjubiläums Paul von Hindenburgs am 7. April 1916 geben sollte. Weiter begrenzte er die Bauzeit auf fünf Jahre, andernfalls werde er von der Schenkung zurücktreten. Seine Stiftung erlaubte jedoch eine Fristverlängerung, nachdem Brandt 1918 gestorben war und sich die Bauzeit in die Länge zog.
Das Stadion wurde am 25. Mai 1922 eröffnet. Es erhielt den Namen „Stadion der Stadt Hannover“, da der von Brandt gewünschte Name „Hindenburg-Stadion“ im Stadtrat zu diesem Zeitpunkt nicht durchzusetzen war. Deshalb blieben viele Prominente der offiziellen Eröffnung fern. Ungeachtet der offiziellen Bezeichnung verwendete der Hannoversche Kurier in seinen Artikeln den Namen „Hindenburg-Stadion“. Eine der Säulen am Eingang wurde mit der Aufschrift „Hindenburg Kampfbahn der Stadt Hannover, erbaut 1921“ beschriftet. Das Stadion fasste zu dieser Zeit 25.000 Zuschauer.
Der Hofuhrmacher M. Stellmann hatte die mit der Aufschrift seiner Geschäftsadresse „Königstraße“ versehene und bis heute erhaltene Stadion-Uhr gestiftet.
Kurz nach Beginn der Zeit des Nationalsozialismus wurde das Stadion 1934 offiziell in „Hindenburg-Kampfbahn“ umbenannt. 1931 und 1937 wurden in diesem Stadion Fußball-Länderspiele gegen Dänemark (4:2) und Belgien (1:0) abgehalten. 1935 trat die deutsche Handballnationalmannschaft (Feldhandball) gegen die Nationalmannschaft aus Schweden an (21:3). Zudem war es bei einzelnen Spielen Ausweichstadion von Hannover 96 für die unweit gelegene (alte) Radrennbahn, die 1958 abgerissen wurde. Der Zuschauerrekord bei einem Fußballländerspiel gegen Belgien am 25. April 1937 lag bei 54.800 Zuschauern. Nach dem Zweiten Weltkrieg hieß es zwar offiziell wieder „Stadion der Stadt Hannover“, wurde aber von 1945 bis 1951 von der Britischen Rheinarmee genutzt, die weiter den Namen „Hindenburg-Stadion“ verwendete. Am 1. Dezember 1951 wurde das Stadion als „Eilenriedestadion“ an die Stadt Hannover zurückgegeben.
Im Eilenriedestadion hat Hannover 96 nicht regelmäßig gespielt. Das Eilenriedestadion wurde auch als Ausweichspielstätte für die Profis genutzt, z. B. 1974 gegen Kaiserslautern, als das Niedersachsenstadion für die Fußball-Weltmeisterschaft 1974 umgebaut wurde.
Nachdem das Eilenriedestadion ab 1956 offizielles Domizil des Vereins war, zog Hannover 96 1959 in das Niedersachsenstadion um. Die Jugendmannschaften spielten weiterhin im Eilenriedestadion, die zweite Mannschaft von Hannover 96 musste jedoch 2008 das Eilenriedestadion verlassen, weil es vom DFB nicht mehr für die Regionalliga zugelassen war. Sie spielte vorübergehend im Niedersachsenstadion, das damals den befristeten Mietnamen „AWD-Arena“ trug, und wenig später in das sehr kleine, jedoch für die Regionalliga zugelassene Beekestadion um, das Heimspielstätte des Stadtteilclubs Sportfreunde Ricklingen ist.
Seit dem Umbau 2016 spielt die 2. Mannschaft wieder im Eilenriedestadion.
Im Jahr 2005 wurde das Stadion teilweise saniert und diente als Trainingsstätte während des Konföderationen-Pokal 2005. Hinter einem der Tore befand sich ein Fußball-Kleinfeld aus Kunstrasen.
Im Mai 2014 beschloss Hannover 96, auf dem Gelände des Eilenriedestadions ein Nachwuchsleistungszentrum zu errichten. Dem Denkmalschutz wurde bei der Umgestaltung Rechnung getragen. Das Stadiongebäude selbst durfte nur im Bereich der Aschenbahn, an den Stehtribünen und im Bereich der nichtüberdachten Sitztribüne verändert werden. Die Torhäuser, die Uhr im Eingangsbereich, das westliche Halbrund der Wallanlagen und das südlich gelegene Tribünengebäude aus dem Jahr 1928 blieben erhalten. Die Waldschule der Grundschule Kestnerstraße bleibt weiterhin im bisherigen Umfang zugänglich. Die Maßnahme wurde durch den Hockey-Club Hannover ermöglicht, indem dieser zustimmte, innerhalb des Eilenriedestadions umzuziehen. Dazu erhielt er im Süden des Geländes eine etwa 21.000 Quadratmeter große Fläche. Er übernahm die fünf Tennisplätze von Hannover 96 und baute dort einen Kunstrasenplatz für Hockey und ein Beachvolleyballfeld. Das bestehende Vereinsgebäude von Hannover 96 wurde zum Teil umgenutzt und durch den Hockey-Club Hannover weiterverwendet.

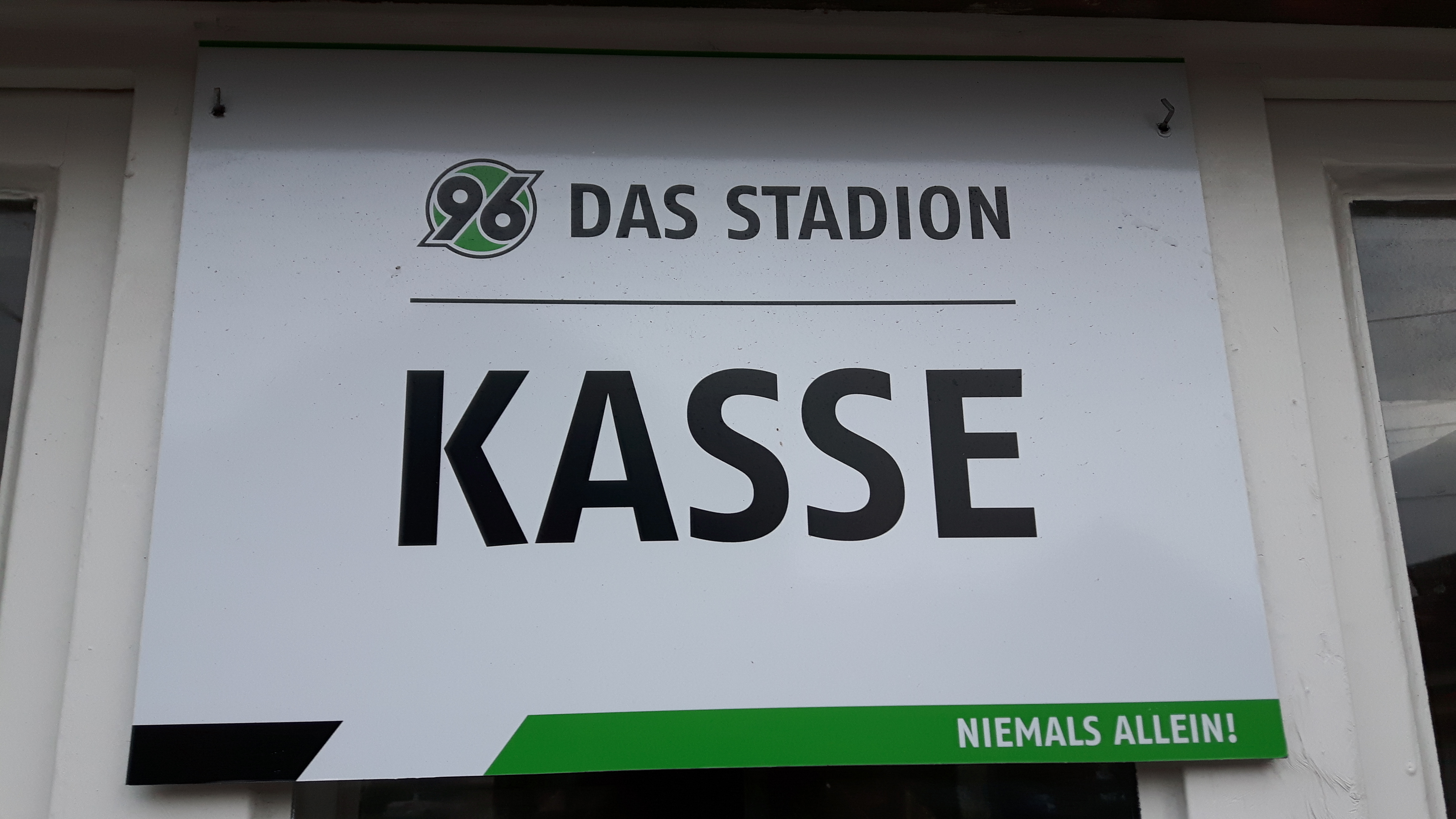
Ein Schild mit dem offiziellen Namen des Eilenriedestadions, 2018

Beim Umbau des Eilenriedestadions in den Jahren 2015/16 im Rahmen der Baumaßnahmen im Nachwuchsleistungszentrum blieb lediglich die überdachte Haupttribüne stehen, alle anderen Tribünen und die Laufbahn wurden entfernt, das Spielfeld um 90 Grad gedreht und an den neuen Längsseiten kleine überdachte Tribünen errichtet. Die Kapazität beträgt nunmehr nur noch 2500 Zuschauer, sie kann auf bis zu 5000 Zuschauer erweitert werden. Das im Oktober 2016 eröffnete neue Eilenriedestadion bekam vom Verein den Eigennamen „96 – DAS STADION“. Weil der neue Name in der Öffentlichkeit auf Ablehnung stieß, wurden in Mitteilungen von Hannover 96 auch Formulierungen wie z. B. „96-Stadion an der Eilenriede“ benutzt. In der Folge wurde das Stadion in den Medien nach der Umbenennung meist „96-Stadion in der Eilenriede“ genannt. Seit Ende 2017 wird wieder der ursprüngliche Name Eilenriedestadion verwendet. Der Name „96 – DAS STADION“ ist aber vor Ort noch auf einigen Schildern vorhanden.